# 乔治·贾尔斯
乔治·贾尔斯（英語：George Giles，1913年12月21日—1973年7月11日），生于旺阿努伊，新西兰男子自行车运动员。他曾代表新西兰参加1938年大英帝国运动会自行车比赛，获得男子竞速赛铜牌。